# 世界カイロプラクティック連合
世界カイロプラクティック連合（せかいカイロプラクティックれんごう、英語: World Federation of Chiropractic, フランス語: La Fédération mondiale de Chiropratique , スペイン語: La Federación Mundial de Quiropráctica, 略称：WFC）は、世界90ヶ国のカイロプラクティックの業界団体が参加する国際的な非政府組織である。カイロプラクティックの団体としては唯一世界保健機関（WHO）の会合にオブザーバーとしての参加が認められている。国際医学団体協議会(CIOMS)の準会員に所属している。
なお、WFC加盟団体で会員数が最も多いカイロプラクティックの団体は、CCA(Canadian Chiropractic Association)である。

## 概要
1988年5月に36カ国の代表団体を集めオーストラリアのシドニーで設立。前年イギリスのロンドンで開催されたプレジデントサミットにおいて国際的なカイロプラクティックの発展、権利の為の組織設立の必要性が話し合われた事による。
目的は科学的研究、教育、法制化で各国が情報交換を行い、カイロプラクティックの基準や職業としてのアイデンティティーなど。
総会は2年毎に行われ、ない年は役員会が開かれる。役員は世界7つの地区からそれぞれ選出。
2005年に、WHOは、各国がカイロプラクティックの教育基準や資格を定める際の参考とするために「カイロプラクティックの基礎教育と安全性に関するWHOガイドライン」（WHO Guidelines on Basic Training and Safety in Chiropractic）を作成した。WFCはこのガイドライン作成のために2004年12月に開催された協議会（Consultation）に、各国の専門家や、World Chiropractic Alliance（WCA）等の専門家団体とともに参加している。
1991年に、国内では日本カイロプラクティック評議会(CCJ)が、複数のカイロプラクティック団体をまとめた組織として加盟する。これは国内に数多くあるカイロプラクティック団体が譲歩し、一致団結という画期的な出来事であった。
1997年に、WFC世界大会TOKYOを東京国際フォーラムにて開催する。当時厚生大臣であった小泉純一郎氏も挨拶に立ちあう。いよいよ国内法制化の機運も高まる。
1998年に、倫理規定違反に問われ資格を剥奪されたこれには様々な憶測も飛び交う。
1999年からは、一部の者により設立された日本カイロプラクターズ協会が加盟。その後も国内の各カイロプラクティック団体が利害関係を廃し、まとまる見込みは薄い。
2015年に、カナダのデイヴィット・チャップマンスミス初代事務局長が退任し、イギリスのリチャード・ブラウンが第二代事務局長に就任した。

## 沿革
- 1988年 - 設立。
- 1991年 - 国内の各カイロプラクティック団体の代表組織であった日本カイロプラクティック評議会(Chiropractic Council of Japan - CCJ)が加盟申請し、日本の代表団体として加盟を認められる。
- 1997年 - 世界保健機関（WHO）の会合へのオブザーバーとしての参加が認められた。
- 1998年 - 倫理規定違反により、日本カイロプラクティック評議会(CCJ)の資格を剥奪した。
- 1999年 - 日本代表団体として日本カイロプラクターズ協会が加盟申請し、加盟を認められる。

## 事務局
カナダ トロント

## 歴代会長の一覧
| 代 | 在任期間     | 氏名                       | 国                   |
| -- | ------------ | -------------------------- | -------------------- |
| 1  | 1989〜1992年 | ギャリー・アウエルバッハ   | アメリカ合衆国の旗   |
| 2  | 1992〜1995年 | クリストフ・ディエム       | スイスの旗           |
| 3  | 1995〜1998年 | ジョン・スウェニー         | オーストラリアの旗   |
| 4  | 1998〜2000年 | ルイ・スポテリ             | アメリカ合衆国の旗   |
| 5  | 2000〜2002年 | ブルース・ボーン           | 香港の旗             |
| 6  | 2002〜2004年 | ポール・ケリー             | カナダの旗           |
| 7  | 2004〜2006年 | アンソニー・メトカーフ     | イギリスの旗         |
| 8  | 2006〜2008年 | ジェラルド・クラム         | アメリカ合衆国の旗   |
| 9  | 2008〜2010年 | エフスタシオス・パパドポズ | キプロスの旗         |
| 10 | 2010〜2012年 | マイケル・フリン           | アメリカ合衆国の旗   |
| 11 | 2012〜2014年 | デニス・リチャーズ         | オーストラリアの旗   |
| 12 | 2014〜2016年 | グレッグ・スチュワート     | カナダの旗           |
| 13 | 2016〜2018年 | エスペン・ヨハネセン       | ノルウェーの旗       |
| 14 | 2018〜2019年 | ロリー・タセル             | オーストラリアの旗   |
| 15 | 2019〜2021年 | ビビアン・キル             | オランダの旗         |
| 16 | 2021〜2022年 | カルロス・エアーズ         | ペルーの旗           |
| 17 | 2022〜2024年 | ジョン・マルトビー         | アメリカ合衆国の旗   |
| 18 | 2024〜       | ケンドラ・ダ・シウバ       | 南アフリカ共和国の旗 |

## 事務局長
設立当初より弁護士デイヴィット・チャップマンスミスが就任。2015年にリチャード・ブラウンへ交代。

## 世界大会（総会）の開催都市
| 回     | 年     | 国               | 開催都市         |
| ------ | ------ | ---------------- | ---------------- |
| 第1回  | 1991年 | カナダ           | トロント         |
| 第2回  | 1993年 | イギリス         | ロンドン         |
| 第3回  | 1995年 | アメリカ合衆国   | ワシントンD.C.   |
| 第4回  | 1997年 | 日本             | 東京             |
| 第5回  | 1999年 | フランス         | パリ             |
| 第6回  | 2001年 | ニュージーランド | オークランド     |
| 第7回  | 2003年 | アメリカ合衆国   | フロリダ         |
| 第8回  | 2005年 | オーストラリア   | シドニー         |
| 第9回  | 2007年 | ポルトガル       | アルガルヴェ     |
| 第10回 | 2009年 | カナダ           | モントリオール   |
| 第11回 | 2011年 | ブラジル         | リオデジャネイロ |
| 第12回 | 2013年 | 南アフリカ共和国 | ダーバン         |
| 第13回 | 2015年 | ギリシャ         | アテネ           |
| 第14回 | 2017年 | アメリカ合衆国   | ワシントンDC     |
| 第15回 | 2019年 | ドイツ           | ベルリン         |
| 第16回 | 2021年 | オンライン開催   |                  |
| 第17回 | 2023年 | オーストラリア   | ゴールドコースト |
| 第18回 | 2025年 | デンマーク       | コペンハーゲン   |

## WFC加盟の団体
2009年には88カ国の代表団体（世界カイロプラクティック連合ウェブサイトに明記）が加盟。
現在、42カ国または地域の法制化国がある。法制化国または地域には*

### アジア地区
- アラブ首長国連邦 *
  - Emirates Chiropractic Association
- イスラエル
  - Israeli Chiropractic Society
- イラン *
  - Iranian Doctors of Chiropractic Association
- インド
  - Indian Association of Chiropractic Doctors
- インドネシア
  - Indonesian Chiropractic Association
- カタール
  - Chiropractic Association of Qatar
- 韓国
  - Korean Chiropractic Association
- キプロス *
  - Sindesmos Chiropracton Kyprou
- クウェート
  - Chiropractic Association of Kuwait
- サウジアラビア *
  - Chiropractic Association of Saudi Arabia
- シリア
  - Chiropractic Association of Syria
- シンガポール
  - The Chiropractic Association (Singapore)
- タイ *
  - Thailand Chiropractic Association
- 台湾
  - Taiwan Chiropractic Doctor's Society
- トルコ
  - Turk Kayropraktik Organizasyonu
- 日本
  - 日本カイロプラクターズ協会
- フィリピン
  - Chiropractic Association of the Philippines
- 香港 *
  - Hong Kong Chiropractors' Association
- マレーシア *
  - Malaysian Association of Professional Chiropractors
- ヨルダン
  - Jordanian Chiropractic Association
- レバノン
  - Lebanese Chiropractic Association

### アフリカ地区
- ウガンダ
  - Chiropractic Association of Uganda
- エジプト
  - Egyptian Chiropractic Association
- エチオピア
  - Chiropractic Association of Ethiopia
- ガーナ
  - Ghana Chiropractic Association
- ケニア
  - Chiropractic Association of Kenya
- ジンバブエ *
  - Chiropractors Association of Zimbabwe
- エスワティニ *
  - 代表団体はない
- ナイジェリア *
  - 代表団体はない
- ナミビア *
  - Namibian Chiropractic Association
- ボツワナ *
  - Botsuwana Chiropractic Association
- 南アフリカ共和国 *
  - Chiropractic Association of South Africa
- モーリシャス
  - Mauritian Chiropractic Association
- モロッコ
  - Federation marocaine de chiropratique
- レソト *
  - 代表団体はない
- リビア
  - Libyan Chiropractic Association

### オセアニア地区
- オーストラリア *
  - Chiropractors Association of Australia
- グアム *
  - 代表団体はない
- タヒチ *
  - 代表団体はない
- ニューカレドニア *
  - 代表団体はない
- ニュージーランド *
  - New Zealand Chiropractors' Association

### 北米地区
- アメリカ合衆国 *
  - American Chiropractic Association
  - International Chiropractors' Association
- カナダ *
  - Canadian Chiropractic Association
- メキシコ *
  - Asociacion Quiropractica de Mexico

### 中米地区
- イギリス領ヴァージン諸島
  - British Virgin Islands Chiropractic Association
- エルサルバドル
  - Salvadorean Chiropractic Association
- グアテマラ *
  - Asociacion Guatemalteca de Quiropractica
- ケイマン諸島
  - Cayman Island Chiropractic Association
- コスタリカ *
  - La Asociacion Quiorpractica de Costa Rica
- ジャマイカ
  - Chiropractic Association of Jamaica
- セントクリストファー・ネイビス
  - Chiropractic Association of St. Kitts & Nevis
- トリニダード・トバゴ
  - Chiropractic Association of Trinidad & Tobago
- パナマ *
  - Asociacion Nacional de Quiropracticos
- バハマ *
  - Bahamas Chiropractic Association
- バミューダ
  - Chiropractic Association of Bermuda
- バルバドス *
  - Barbados Association of Chiropractic
- プエルトリコ *
  - Asociacion De Quiropracticos de Puerto Rico
- ベリーズ
  - Belize Chiropractic Association
- ホンジュラス
  - La Asociación Quiropráctica del Honduras

### 南米地区
- アルゼンチン
  - Asociacion de Quiropractores
- エクアドル
  - La Asociacion Quiropractica del Ecuador
- コロンビア
  - Centro Quiropractico Cabecera
- チリ
  - Asociacion Quiropractica de Chile
- ブラジル
  - Associacao Brasileira de Quiropraxia
- ペルー
  - Asociacion de Quiropracticos del Peru
- ボリビア
  - Asociacion Boliviana de Quiropracticos CientIficos Profesionales

### ヨーロッパ地区
- アイスランド *
  - Kiropraktorafelag Islands
- アイルランド
  - Chiropractic Association of Ireland
- イギリス *
  - British Chiropractic Association
- イタリア *
  - Italian Chiropractic Association
- ウクライナ
  - Ukraine Chiropractic Soyuz
- エストニア
  - Estonian Manual Medicine and Chiropractic Association
- オーストリア
  - Austrian Chiropractic Association
- オランダ
  - Nederlandse Chiropractoren Associatie
- ギリシャ
  - Ellenic Chiropractors' Association
- クロアチア
  - Hrvatsko Udruzenja Kiroprakticara
- スイス *
  - Schweizerische Chiropraktoren-Gesellschaft
- スウェーデン *
  - Legitimerade Kiropraktorers Riksorganisation
- スペイン
  - Asociacion Espanola de Quiropractica
- スロバキア
  - Slovenska Kiroprakticka Asociacia
- スロベニア
  - Slovenian Chiropractic Association
- セルビア *
  - Serbian Chiropractic Association
- チェコ
  - Czech Republic Chiropractic Association
- デンマーク
  - Dansk kiropraktor-Forening
- ドイツ
  - Verband Graduierter Chiropraktoren Deutschlands e.V.
- ノルウェー *
  - Norsk Kiropraktor Forening
- ハンガリー
  - Magyar Kiropraktikai Szovetseg
- フィンランド *
  - Finnish Chiropractic Union
- フランス *
  - Association francaise de chiopratique
- ベルギー *
  - Union belge des chiropractors
- ポーランド
  - Polish Chiropractic Association
- ポルトガル *
  - Associacao Portuguesa dos Quiropracticos
- モルドバ
  - Moldova Chiropractic Association
- リヒテンシュタイン *
  - Verein Liechtensteiner Chiropraktoren
- ルーマニア
  - Romanian Chiropractic Association
- ロシア
  - Russian Association of Chiropractors

## カイロプラクティック教育機関のリスト
WFCが、2009年10月29日に、世界のカイロプラクティック教育機関のリストを発表
カイロプラクティック教育機関の一覧参照